# Santuario della Madonna della Bassa
Il santuario della Madonna della Bassa è un piccolo santuario dedicato alla Vergine Addolorata, nel comune piemontese di Rubiana, ubicato nella bassa Valle di Susa in provincia di Torino. 
L'edificio religioso è situato in corrispondenza di un colle ("bassa" in dialetto locale) a quota 1.152 m sullo spartiacque tra Valle di Susa e Val Casternone. È raggiungibile in auto seguendo una stradina che si diparte dalla la SP 197 "del Colle del Lys", poco a valle del valico salendo da Rubiana, oppure a piedi per un sentiero che comincia a monte della borgata Lucco in comune di Val della Torre.

## Storia

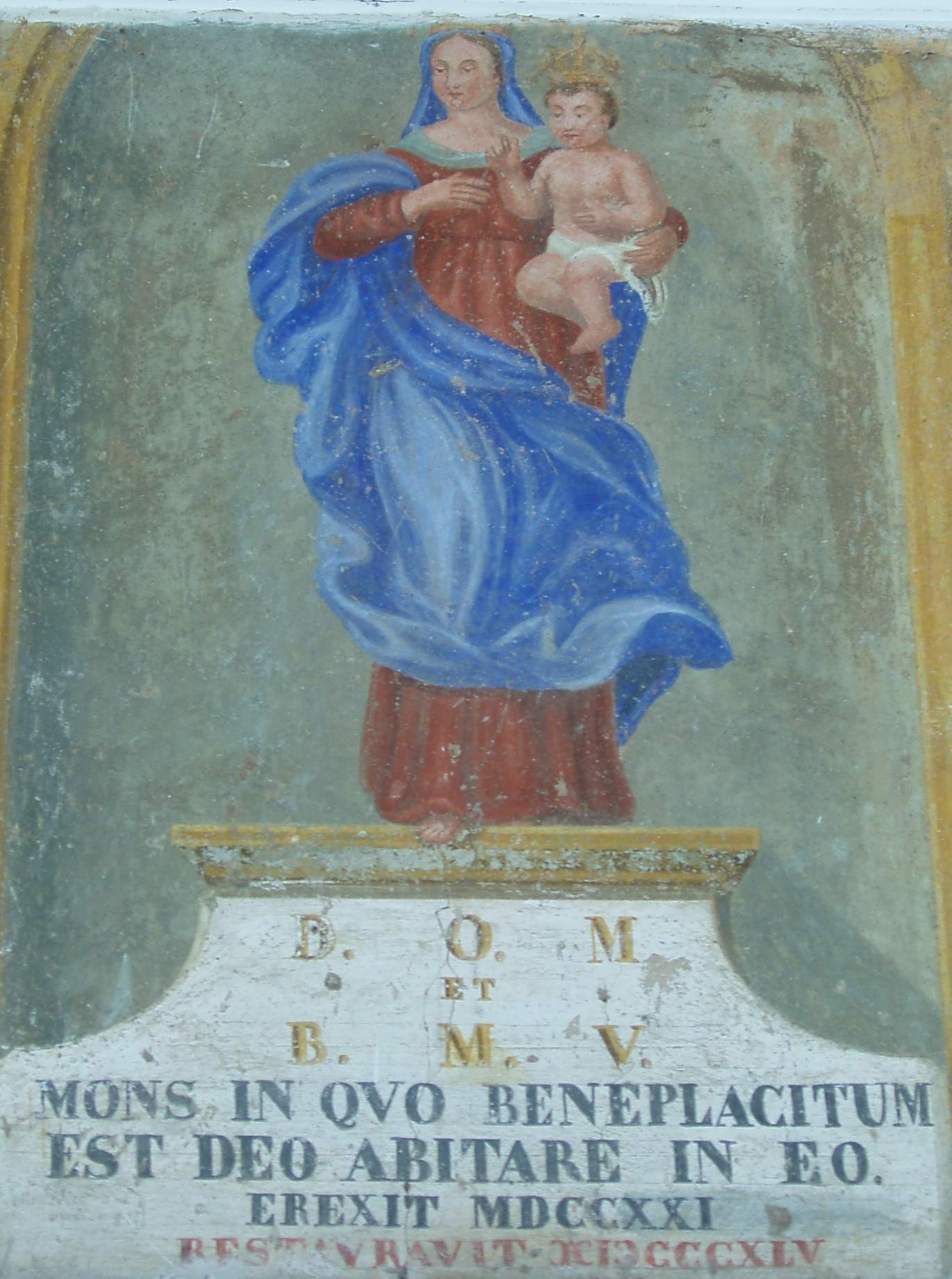
Dipinto della Madonna presso il santuario.

La fondazione viene collegata a un episodio miracoloso accaduto, secondo la tradizione, nel 1713 a un abitante della frazione di Mompellato, Lorenzo Nicol, che rottosi una gamba in un luogo solitario, invocò l'aiuto della Madonna, facendo voto che, se fosse riuscito a ritornare salvo a casa, avrebbe costruito sul posto una cappella. 
L'uomo fu esaudito e guarì all'istante, ma si scordò poi del voto. L'anno seguente egli si ruppe nuovamente la gamba nello stesso luogo e, invocato sempre il soccorso della Madonna, fu ancora esaudito: questa volta l'uomo non venne meno alla promessa fatta, e cominciò a costruire un pilone votivo.
In seguito gli abitanti della zona costruirono sul luogo una piccola cappella, 
che venne successivamente ampliata. La prima messa fu celebrata nel 1721. 
Si sviluppò la devozione locale, cosicché accanto alla chiesa fu costruito un fabbricato per ospitare i numerosi pellegrini che si recavano al santuario. In seguito furono aggiunti un porticato e un nuovo edificio per dare ricovero ai sacerdoti che officiavano le celebrazioni.
Sul posto è presente una ricca collezione di ex voto, alcune sculture e affreschi che rappresentano la vicenda. 
Gli edifici del complesso religioso furono utilizzati durante la Resistenza come quartier generale per i partigiani che operavano nella zona.
Dal 2004 la zona a monte della strada di accesso al santuario è stata inclusa nel Parco Naturale di interesse provinciale del Col del Lys.
Da giugno 2024 sono iniziati i lavori di restauro dei dipinti e affreschi interni al Santuario che si concluderanno nell'autunno del 2025.

## Tradizioni
Al santuario salgono annualmente due processioni, ad agosto (la prima domenica dopo il 15) e la terza domenica di settembre. 
Quella di agosto fa riferimento al comune di Rubiana, mentre quella di settembre al comune di Val della Torre.

## Architettura
Il complesso edilizio costituente l'attuale Santuario è stato realizzato affiancando ampliamenti e integrazioni successive nell'arco temporale di due secoli: dall'inizio del ‘700 all'inizio del ‘900. La pietra iniziale del pilone votivo che inizierà la successione di grazie e gratitudine di tanti devoti fu notoriamente posata da Nicol Lorenzo di Mompellato nel 1714. Il sito originario di detto pilone doveva trovarsi al fondo della navata sinistra su terreno allora compreso nel comune di Mompellato. Ancora oggi tale navata è chiamata: Cappella delle Grazie. Il santuario è costituito da tre navate: la navata centrale ha maggiori dimensioni in larghezza e altezza ma, contrariamente alla norma, le navate laterali, secondarie, non hanno le stesse dimensioni: infatti quello di sinistra è più larga di quella di destra. Tale apparente spropozione è certamente voluta per dimostrare la maggiore importanza della Cappella delle Grazie. È noto che gli abitanti di Mompellato costruirono negli anni successivi (1721) una piccola cappella antistante Il pilone; probabilmente una costruzione semplice con quattro pilastri squadrati che reggevano una copertura in legno. Tale struttura fu poi inglobata nei successivi ampliamenti, ma l'angolo di una lesena squadrata è ancora visibile a destra dell'altare delle Grazie, apparentemente inutile, perché priva di funzioni strutturali. Con l'intensificarsi delle grazie ricevute la fama del Santuario si diffuse anche del comune di Val della Torre, conseguentemente sembrò opportuno realizzare una costruzione più imponente, che potesse abbracciare una parte di tale comune. L'attuale costruzione con le tre navate coperte lateralmente da volte a vela ribassate e, centralmente, da volte a botte lunettate, costituisce un sistema strutturale omogeneo e sembra essere stata realizzata in modo unitario dalle stesse maestranze. L’affresco sulla porta centrale indica la data MDCCXXI.
Il porticato esterno fa pensare a un rimaneggiamento successivo, forse realizzato in due momenti: gli orizzontamenti laterali sono costituiti da volta a vela ribassate su pianta rettangolare (Boeme), l'orizzontamento centrale è in putrelle e laterizio. Le volte Boeme rappresentano l'ultimo esempio di coperture in muratura, la soletta piana costituisce il primo esempio di copertura in acciaio. Tali tecniche costruttive rappresentano momenti storici di applicazione della tecnica delle costruzioni distanti circa mezzo secolo. Probabilmente, in origine, l'orizzontamento centrale era in legno. Nell'edificio antistante è visibile un porticato a volte Boeme, che si dovrebbe presumere coevo all'ultimo ampliamento del Santuario. Tali volte, essendo state ripulite dall'intonaco, liberando la muratura alla vista, mostrano una solida struttura con mattoni di testa nei pennacchi e di coltello nella vela. La costruzione di insieme risulta molto solida. Gli edifici sono, probabilmente, direttamente fondati sulla roccia dioritica: uno dei minerali più duri esistenti in natura. Un'ultima considerazione è dovuta alla capacità di fondere in modo omogeneo tanti differenti episodi costruttivi. Il primo risultato si deve all’omogeneità delle decorazioni interne del 1914; l'ultimo all'attenta ripresa delle superfici esterne con intonaco colorato nell'impasto, in rispondenza al contesto storico ambientale, che prevedeva tinte a calce naturale mescolate a terra con tonalità ben diverse da quelli degli attuali coloranti industriali.

## Gestione
Da luglio 2022 gli spazi del Santuario sono gestiti dall'Associazione Culturale La Bassa.